# Dibenzodioxina
Dibenzodioxina, C12H8O2, é um composto orgânico heterocíclico no qual doisa anéis de benzeno estão ligados a um anel dioxina.
O nome geralmente refere-se à dibenzo-p-dioxina, como nenhuma informação detalhada é disponível sobre o isômero dibenzo-o-dioxina, que se espera ser altamente instável com características de um peróxido orgânico.
Dibenzodioxina forma o esqueleto básico para uma classe de compostos conhecida coletivamente como dioxinas, as quais incluem as potentes toxinas dibenzodioxinas policloradas (PCDDs, do inglês polychlorinated dibenzodioxin) tal como 2,3,7,8-tetraclorodibenzodioxina (ou TCDD).